# Пеушалово
Пеуша́лово (фин. Peussala) — деревня в Гатчинском муниципальном округе Ленинградской области.

## История
Деревня Пеушолова из 6 дворов упоминается на «Топографической карте окрестностей Санкт-Петербурга» Ф. Ф. Шуберта 1831 года.

ПЕУШОЛОВА — деревня вотчины его императорского высочества великого князя Михаила Павловича,  число жителей по ревизии: 23 м. п., 19 ж. п.  (1838 год)

На карте Ф. Ф. Шуберта 1844 года деревня обозначена как Пеушолово.
На этнографической карте Санкт-Петербургской губернии П. И. Кёппена 1849 года она обозначена как деревня «Peusala», расположенная в ареале расселения эвремейсов. В пояснительном тексте к этнографической карте она записана как деревня Peusala (Пеушола) и указано количество её жителей на 1848 год: эвремейсов — 29 м. п., 29 ж. п., всего 58 человек.
На карте С. С. Куторги 1852 года деревня обозначена как Неутолова.

ПЕУШАЛОВА — деревня её высочества государыни великой княгини Елены Павловны, по почтовому тракту, число дворов — 9, число душ — 26 м. п. (1856 год)

Согласно «Топографической карте частей Санкт-Петербургской и Выборгской губерний» в 1860 году деревня называлась Пеушолово и состояла из 11 крестьянских дворов.

ПАУШЕЛОВО (ПАУШАЛО, ПЕУШАЛОВО) — деревня Ораниенбаумского дворцового правления при пруде и буграх, число дворов — 9, число жителей: 34 м. п., 37 ж. п. (1862 год)

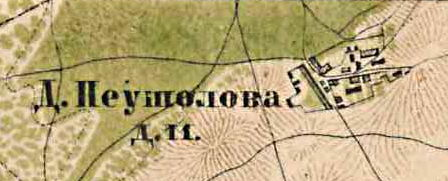
План деревни Пеушалово. 1885 год

В 1885 году деревня называлась Пеушолова и насчитывала 11 дворов.
В конце XIX — начале XX века деревня административно относилась к Староскворицкой волости 3-го стана Царскосельского уезда Санкт-Петербургской губернии. Население деревни было исключительно финским.
К 1913 году количество дворов увеличилось до 12.
С 1917 по 1922 год деревня Пеушалово входила в состав Пеушаловского сельсовета Староскворицкой волости Детскосельского уезда.
С 1922 года в составе Кастинского сельсовета.
С 1924 года в составе Кезелевского сельсовета.
Согласно данным переписи населения СССР 1926 года в деревне Пеушалово Кезелевского сельсовета Староскворицкой волости Троцкого уезда проживали 122 человека, все финны.
С 1927 года в составе Красносельской волости.
С 1928 года в составе Скворицкого сельсовета. В 1928 году население деревни Пеушалово также составляло 122 человека.

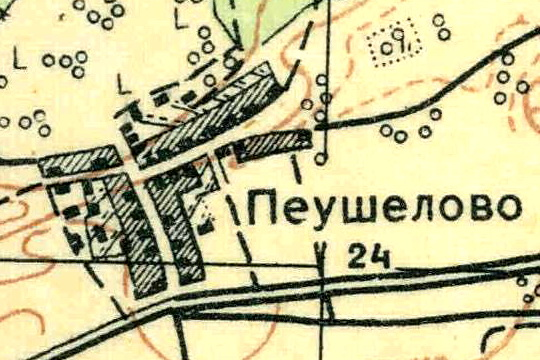
План деревни Пеушалово. 1931 год

Согласно топографической карте 1931 года деревня называлась Пеушелово и насчитывала 24 двора.
По данным 1933 года деревня называлась Пеушалово и входила в состав Скворицкого финского национального сельсовета Красногвардейского района.
C 1 августа 1941 года по 31 декабря 1943 года деревня находилась в оккупации.
В 1958 году население деревни Пеушалово составляло 113 человек.
С 1959 года в составе Пудостьского сельсовета.
По данным 1966, 1973 и 1990 годов деревня Пеушалово также входила в состав Пудостьского сельсовета Гатчинского района.
В 1997 году в деревне проживали 6 человек, в 2002 году — также 6 человек (русские — 33%, финны — 50%), в 2007 году — также 6, в 2010 году — 1.

## География
Деревня расположена в северо-западной части района на автодороге 41К-220 (Кезелево — Большое Ондрово).
Расстояние до административного центра поселения, посёлка Пудость — 8 км.
Расстояние до ближайшей железнодорожной станции Пудость — 15 км.

## Демография
| 1862 | 2007 | 2010 | 2017 |
| ---- | ---- | ---- | ---- |
| 71   | ↘6   | ↘1   | →1   |

### Национальный состав
Согласно данным Всероссийской переписи населения 2021 года в деревне проживали 32 человека, из них:
  русские — 28, финны — 3,  украинцы — 1 человек.

## Улицы
Дорожная.